# Зорка Венера (песня)
«Зорка Венера» — песня (романс) Семёна Рака-Михайловского на стихотворение «Зорка Венера» Максима Богдановича, написанный в 1912 году.

## Слова
Зорка Венера ўзышла над зямлёю,

Светлыя згадкi з сабой прывяла…

Помніш, калi я спаткаўся з табою,

Зорка Венера ўзышла.

З гэтай пары я пачаў углядацца

Ў неба начное i зорку шукаў.

Цixiм каханнем к табе разгарацца

З гэтай пары я пачаў.

Але расстацца нам час наступае;

Пэўна, ўжо доля такая у нас.

Моцна кахаў я цябе, дарагая,

Але расстацца нам час.

Буду ў далёкім краю я нудзіцца,

Ў сэрцы любоў затаіўшы сваю;

Кожную ночку на зорку дзівіцца

Буду ў далёкім краю.

Глянь іншы раз на яе, — у расстанні

Там з ёй зліём мы пагляды свае…

Каб хоць на міг уваскрэсла каханне,

Глянь іншы раз на яе…

## Использование в опере и авторство
Романс «Зорка Венера» стал лейтмотивом оперы «Зорка Венера» композитора Юрия Владимировича Семеняко, поставленная на либретто Алеся Бачыло в 1970 году под руководством дирижёра Кирилла Тихонова режиссёром Семёном Штейном. Из-за того, что Семён Рак-Михайловский был репрессирован, авторство романса в справочной литературе подавалось народным, а после использования музыки в опере «Зорка Венера» автором ошибочно считали Юрия Семеняко.